# Wagneriana grandicornis
Wagneriana grandicornis là một loài nhện trong họ Araneidae.
Loài này thuộc chi Wagneriana. Wagneriana grandicornis được Cândido Firmino de Mello-Leitão miêu tả năm 1935.